# جنگ صدساله (۱۳۳۷–۱۳۶۰)
مرحله اول جنگ صدساله بین فرانسه و انگلیس بود که از سال ۱۳۳۷ تا ۱۳۶۰ به طول انجامید. گاهی اوقات از آن به عنوان جنگ ادواردی نیز یاد می‌شود (زیرا توسط پادشاه ادوارد سوم، پادشاه انگلستان آغاز شد) که ادعای تاج و تخت فرانسه را در سرپیچی از پادشاه فیلیپ ششم، پادشاه فرانسه داشت. این درگیری سلسله‌ای ناشی از اختلافات بر سر حاکمیت فئودالی فرانسه بر آکیتن و ادعاهای خاندان پادشاهی انگلستان بر تاج و تخت فرانسه بود. پادشاهی انگلستان و متحدانش بر این مرحله از جنگ تسلط داشتند.
ادوارد سوم دوک‌نشین آکیتن را به ارث برده بود و به عنوان دوک آکیتن، دست‌نشانده فیلیپ ششم، پادشاه فرانسه بود. ادوارد در ابتدا جانشینی فیلیپ را پذیرفت، اما روابط بین دو پادشاه زمانی که فیلیپ با دشمن ادوارد، پادشاه دیوید دوم، پادشاه اسکاتلند متحد شد، به تیرگی گرایید. ادوارد به نوبه خود به رابرت سوم آرتوآ، یک فراری فرانسوی پناه داد. هنگامی که ادوارد از اطاعت از خواسته‌های فیلیپ برای اخراج رابرت از انگلستان سرباز زد، فیلیپ نیز دوک‌نشین آکیتن را مصادره کرد. این امر باعث تسریع در بروز جنگ شد و به زودی در سال ۱۳۴۰ ادوارد خود را پادشاه فرانسه اعلام کرد. ادوارد سوم و پسرش ادوارد، شاهزاده سیاه، ارتش خود را در یک لشکرکشی موفقیت‌آمیز در سراسر فرانسه با پیروزی‌های قابل توجه در  اوبروش (۱۳۴۵)، کرسی (۱۳۴۶)، کاله (۱۳۴۷) و لاروش-درین (۱۳۴۷) رهبری کردند. خصومت‌ها در اواسط دهه ۱۳۵۰ به دلیل محرومیت‌های ناشی از مرگ سیاه متوقف شد. سپس جنگ ادامه یافت و انگلیسی‌ها در نبرد پواتیه (۱۳۵۶) پیروز شدند، جایی که پادشاه فرانسه، ژان دوم، اسیر شد و برای باج‌گیری در بازداشت بود. آتش‌بس بوردو در سال ۱۳۵۷ امضا شد و به دنبال آن دو معاهده در ۱۳۵۸ و ۱۳۵۹ در لندن امضا شد.
پس از شکست معاهدات لندن، ادوارد لشکرکشی ریمز را راه‌اندازی کرد، که اگرچه تا حد زیادی ناموفق بود، اما به عهدنامه بریتانی انجامید که به دلیل انصراف از ادعای خود برای تاج و تخت فرانسه، سرزمین‌های خاصی در فرانسه تحت تسلط ادوارد باقی ماند. این تا حدی ناشی از دوشنبه سیاه (۱۳۶۰) بود، طوفان عجیبی که ارتش انگلیس را ویران کرد و ادوارد سوم را مجبور به مذاکرات صلح کرد. این صلح نه سال به طول انجامید. اما سپس مرحله دوم خصومت‌ها به نام جنگ شارلی آغاز شد.

## زمینه

شجره نامه نشان دهنده پس زمینه اختلاف

هنگامی که شارل چهارم فرانسه در سال ۱۳۲۸ درگذشت، نزدیک‌ترین مرد در صف تاج و تخت، ادوارد سوم پادشاه انگلستان بود. ادوارد حق خود را از طریق مادرش ایزابلا، خواهر پادشاه مرده، به ارث برده بود. اما این سؤال مطرح شد که آیا او باید بتواند حقی را که به عنوان یک زن از آن برخوردار نیست، منتقل کند، زیرا فقط مردان می‌توانند پادشاه باشند؟ مجمعی از اشراف فرانسوی تصمیم گرفتند که نزدیکترین وارث از طریق نسب مرد، پسر عموی اول شارل چهارم، فیلیپ، کنت والوا، باشد و او باید به عنوان فیلیپ ششم تاجگذاری کند. ایجاد جانشینی قانونی برای تاج و تخت فرانسه در جنگ نقش اساسی داشت و ادوارد سوم و نسل‌های بعدی پادشاهان انگلیس ادعای آن را داشتند.
پس از اکراه اولیه، ادوارد سوم هفده ساله (به عنوان دوک آکیتن) در سال ۱۳۲۹ به فیلیپ ششم ادای احترام کرد. گاسکونی هسته اجدادی انگلیسی را تشکیل داد که در آکیتن ادغام شده بود. گاسکونی در جنوب غربی فرانسه درست در شمال پیرنه واقع شده بود، گاسکونی‌ها زبان و آداب و رسوم خاص خود را داشتند. بخش بزرگی از شراب قرمز (معروف به claret) که آنها تولید می‌کردند، در تجارت سودآور با انگلیسی‌ها حمل می‌شد. این تجارت درآمد زیادی برای پادشاه انگلیس به همراه داشت. گاسکونی‌ها رابطه خود را با یک پادشاه دوردست انگلیسی که آنها را تنها گذاشته بود به پادشاهی فرانسوی که ممکن بود در امور آنها دخالت کند ترجیح می‌دادند.
علیرغم ادای احترام ادوارد به فیلیپ، فرانسوی‌ها به مداخله در گاسکونی ادامه دادند. یک رشته درگیری در برخی از شهرهای حصاردار در امتداد مرز گاسکون رخ داده بود. . Agenais منطقه‌ای از گاسکونی در دست فرانسه بود و مقامات آنجا بر دولت انگلیس فشار می‌آوردند. زنجیره‌ای از خانه‌های مذهبی، اگرچه در حوزه قضایی ادوارد بود، اما پرونده‌هایی در اختیار مقامات فرانسوی بود. فیلیپ همچنین با اربابان مختلفی در گاسکونی قرارداد بست تا در صورت جنگ با انگلیس، نیروهای خود را تأمین کند.
گاسکونی تنها مسئله نبود. در دهه ۱۳۳۰، حمایت فرانسه از اسکاتلند باعث ایجاد مشکلاتی برای انگلیسی‌ها شد. وفاداری در کشورهای سفلی تقسیم شد. در فلاندر، شهرها به منابع پشم انگلیس وابسته بودند، در حالی که اشراف از پادشاه فرانسه حمایت می‌کردند.عنصر دیگر قدرت دریایی بود. فیلیپ قصد داشت به یک جنگ صلیبی برود و ناوگانی را در نزدیکی مارسی جمع کرده بود. این طرح‌ها در سال ۱۳۳۶ کنار گذاشته شد و ناوگان در اقدامی آشکار تحریک آمیز علیه انگلیسی‌ها به کانال مانش در نزدیکی نورماندی حرکت کردند. یکی از مشاوران تأثیرگذار ادوارد رابرت سوم آرتوآ بود. روبرت تبعیدی از دربار فرانسه بود که با فیلیپ ششم بر سر ادعای ارث اختلاف داشت. در نوامبر ۱۳۳۶، فیلیپ اولتیماتومی به سنشال گاسکونی داد و تهدید کرد که اگر روبر آرتوآ به فرانسه مسترد نشود، «خطر و اختلاف بزرگ» به دنبال خواهد داشت. هنگامی که فیلیپ در سال بعد زمین‌های پادشاه انگلیسی را در گاسکونی و شهرستان پونتیو مصادره کرد، بر مورد روبرت آرتوآ به عنوان یکی از دلایل کمک تأکید کرد.

## کشورهای سفلی(۱۳۳۷–۱۳۴۱)

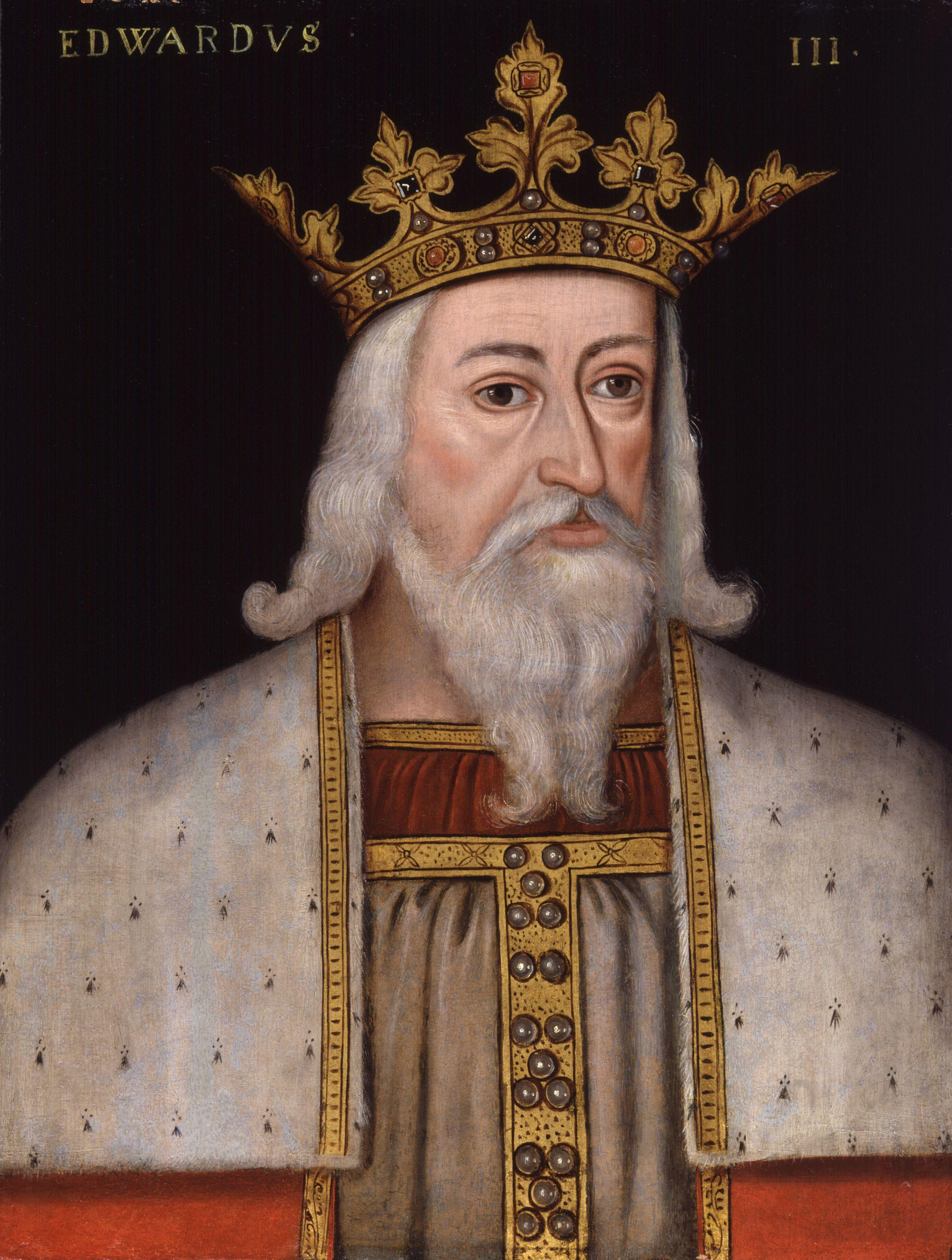
پرتره قرن شانزدهم از پادشاه ادوارد سوم

مصادره گاسکونی توسط فیلیپ ششم باعث تسریع جنگ در سال ۱۳۳۷ شد. در پاسخ، استراتژی ادوارد این بود که انگلیسی‌ها در گاسکونی موقعیت خود را حفظ کنند در حالی که ارتش او از شمال به فرانسه حمله می‌کرد. نیروهای انگلیسی توسط یک اتحاد بزرگ از حامیان قاره‌ای تکمیل می‌شد که او وعده پرداخت بیش از ۲۰۰هزار پوند را داده بود. ارزش آن در سال ۲۰۱۸ معادل ۶۵ میلیون پوند است. ادوارد برای پرداخت هزینه‌های جنگ مجبور شد مقدار زیادی پول برای نیروهای خود و همچنین متحدانش در قاره جمع‌آوری کند. بعید بود که پارلمان انگلیس بتواند به سرعت مبالغ لازم را جمع‌آوری کند، بنابراین، در تابستان ۱۳۳۷، طرحی تدوین شد که عملاً تمام ذخایر پشم کشور برای کمک به تأمین مالی جنگ در دسترس باشد. ۳۰۰۰۰ کیسه توسط بازرگانان انگلیسی فروخته و مبلغ آن (۲۰۰۰۰۰ پوند تخمین زده می‌شود) به ادوارد قرض داده شد. برای پرداخت هزینه‌های وعده داده شده به متحدانش، ادوارد همچنین مجبور شد از خانه‌های بانکداری بزرگ بردی و پروزی وام سنگین بگیرد. در اواخر سال ۱۳۳۸، زمانی که او وجوه بانک‌های بانکی را تمام کرد، William de la Pole، یک تاجر ثروتمند، با اعطای یکصد و ده هزار پوند، به نجات پادشاه آمد. بیشتر پولی که ویلیام د لا پول به پادشاه قرض داد از دیگر تجار انگلیسی جمع‌آوری شد. ادوارد همچنین از بازرگانان در کشورهای سفلی وام گرفت، که نرخ بهره اخاذی را در نظر گرفتند و ضمانتهای محکم‌تری برای بازپرداخت مطالبه کردند. در سال ۱۳۴۰ ارل‌های دربی و نورث‌همپتون به عنوان ضامن بازپرداخت وام‌ها بودند. در تابستان ۱۳۳۹، ادوارد از عوام کمک هزینه سیصد هزار پوندی درخواست کرده بود. در اوایل سال ۱۳۴۰ در ازای امتیازاتی که از طرف شاه گرفته شد، این کمک را پیشنهاد کردند. ادوارد که به دلیل تلاش‌هایش برای جمع‌آوری پول به تأخیر افتاده بود، به‌طور موقت نتوانست برنامه‌های تهاجمی خود را ادامه دهد.
در همین حال، تأخیر در تهاجم به این معنی بود که دولت فرانسه می‌توانست از منابع خود در جاهای دیگر استفاده کند. در دسامبر ۱۳۳۸، گاسکونی مورد تهاجم فرانسوی‌ها قرار گرفت و Saint-Macaire و Blaye را تصرف کردند. انگلیسی مسئول دفاع از گاسکونی، سنشال گاسکونی، الیور اینگام بود که با ادوارد سوم و پدرش ادوارد دوم موافق و مخالف بود. او خود را به عنوان یک سرباز توانا به عنوان یک بداهه ساز قابل توجه ثابت کرده بود. از آنجایی که استراتژی انگلیسی‌ها حمله به فرانسه از شمال بود، اینگام نه سرباز و نه بودجه از انگلستان دریافت کرد، بلکه باید کاملاً بر منابع محلی تکیه می‌کرد. این‌ها بسیار کمیاب بودند، بنابراین در نهایت استراتژی او این بود که انگلیسی‌ها خود را در قلعه‌هایشان نگهدارند و تا جایی که می‌توانستند آن را حفظ کنند. او توانست در سال ۱۳۳۹ لرد آلبرت را متقاعد کند که جهت حملات فرانسوی‌ها را تغییر دهد و با کمک او حمله‌ای به قلمرو فرانسه انجام دهد.

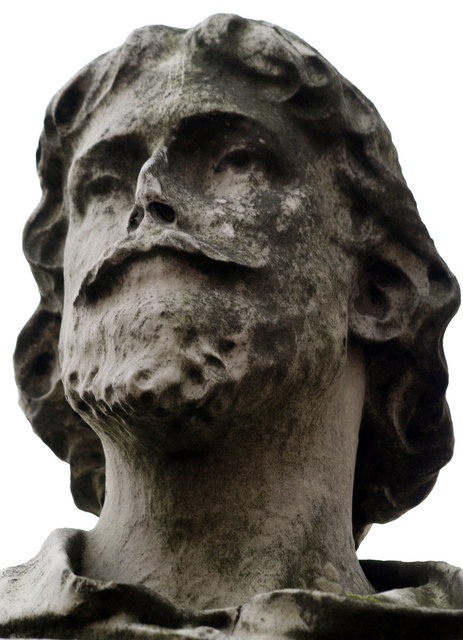
مجسمه ویلیام د لا پول، وامدار ادوارد سوم

مجلس انگلیس در بهمن ۱۳۳۹ کشتی‌هایی را از بنادر مختلف اطراف سواحل انگلیس فراخواند تا دو ناوگان دریایی را تأمین کند. این اتفاق نیفتاده بود، بنابراین فرانسوی‌ها که گالی‌ها و خدمه‌ای را از جنوا استخدام کرده بودند، توانستند تقریباً به میل خود به سواحل انگلیس حمله کنند. پورتسموث مورد حمله قرار گرفت، ساوتهمپتون تخریب و گرنزی تصرف شد. کارزار فرانسه در دریا در ژوئیه ۱۳۳۹ ادامه یافت، زمانی که ناوگان فرانسوی عازم سواحل جنوبی انگلستان شد و در آنجا قصد حمله بزرگی به بندرهای سینک داشت. اولین هدف آنها ساندویچ در کنت بود. با این حال، کنت با نیروهای مردمی در امتداد ساحل منتظر آنها بودند، بنابراین ناوگان به سمت چاودار ادامه داد، جایی که آنها تعدادی نیرو را فرود آوردند و به حمله به منطقه ادامه دادند. با این حال، سرانجام انگلیسی‌ها دو ناوگان را جمع کردند و هر دو به فرماندهی رابرت مورلی برای مقابله با فرانسوی‌ها وارد شدند. فرانسوی‌ها، با مزدوران ایتالیایی خود که معتقد بودند ناوگان انگلیسی بزرگتر از آنچه بود، دوباره سوار کشتی‌های خود شدند و به سمت سواحل فرانسه حرکت کردند. آنها بدون درگیری دریایی به بندرها فرار کردند. در ماه اوت، لشکرکشی نیروی دریایی فرانسه ناگهان به پایان رسید، زمانی که خدمه جنوایی پس از نزاع بر سر دستمزد شورش کردند و کشتی‌های آنها را تصرف کردند، آنها به ایتالیا بازگشتند.
جدا از چند استثناء قابل توجه، مانند هیستینگ بدون دیوار، که کاملاً سوخته بود، دفاع ساحلی انگلیسی در برابر حملات فرانسوی‌ها نسبتاً موفق بود. با این حال، بسیاری از انگلیسی‌ها به فرانسه در آغاز جنگ و سایرین برای دفاع از سواحل در برابر فرانسوی‌ها به کار گرفته شد، نیروهای موجود در شمال و مرز اسکاتلند کاهش یافت. با کاهش حضور انگلیسی‌ها، اسکاتلندی‌ها توانستند بسیاری از نقاط قوت را بازپس بگیرند، مانند پرث در سال ۱۳۳۹ و ادینبورگ در سال ۱۳۴۱.
ادوارد که در معرض خطر فروپاشی فوری برنامه‌هایش بود، به شدت به نتایج مثبت نظامی نیاز داشت. در ماه سپتامبر، ادوارد ارتشی متشکل از حدود ۱۲۰۰۰ مرد را در کشورهای سفلی تشکیل داد. ارتش او شامل عناصری از متحدان مختلف او بود. کامبرای متحد پادشاه فرانسه بود، بنابراین، در ۲۰ سپتامبر، ارتش ادوارد به سمت اسقف اعظم حرکت کرد که محاصره دو هفته‌ای کامبرایی در پی داشت. کل منطقه ویران شد، اما کامبرا تصرف نشد، سپس در غروب ۹ اکتبر، ارتش ادوارد عقب‌نشینی کرد و به سمت فرانسه پیشروی کرد. در حالی که ادوارد کامبری را محاصره کرده بود، پادشاه فرانسه فرصت داشت تا ارتش خود را فراخواند. در تهاجم ادوارد، ارتش فرانسه تا پرون، نزدیک به مرز پیشروی کرد. در حالی که ارتش ادوارد نواری به وسعت بیست مایل از حومه فرانسه را ویران کرد و صدها روستا را غارت و سوزاند، ارتش فیلیپ بر ارتش ادوارد سایه انداخت. در ۱۴ اکتبر، ادوارد به سمت ارتش فرانسه پیشروی کرد و نبرد قریب‌الوقوع به نظر می‌رسید. ادوارد دوباره دور شد و قلمروهای بیشتری را غارت کرد. فرانسوی‌ها همچنان بر انگلیسی‌ها سایه می‌انداختند. در نهایت خطوط نبرد در استان پیکاردی بین La Capelle و La Flamengrie ترسیم شد، که هر دو اکنون در «منطقه» Vervins درست در شمال فرانسه هستند. انتظار می‌رفت که هر دو طرف در ۲۳ اکتبر در مقابل یکدیگر قرار بگیرند، اما هیچ اتفاقی نیفتاد. هنگام شب، ادوارد سربازان خود را از فرانسه خارج کرد، فرانسوی‌ها ادوارد را تعقیب نکردند، این منجر به پایان ناگهانی مبارزات شد.

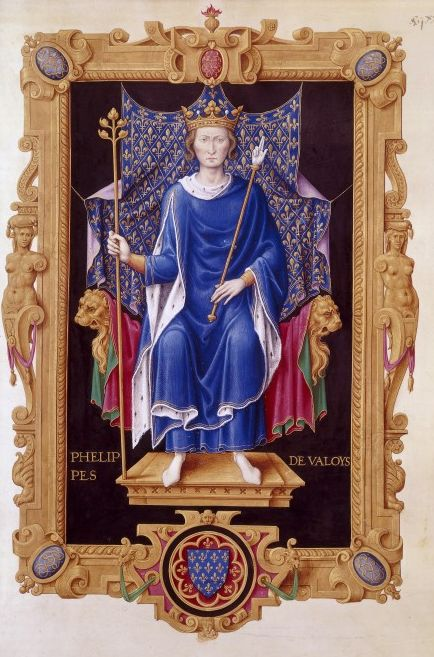
فیلیپ ششم فرانسوی

حاکم فلاندری به پادشاه فرانسه وفادار مانده بود، در نتیجه ادوارد تمام کالاهای انگلیسی فلاندر را تحریم کرد. این امر در سال ۱۳۳۷ به دلیل کمبود پشم و آذوقه انگلیسی، شورشی را در فلاندر به وجود آورد. رهبر شورش Jacob van Artevelde در ازای لغو تحریم انگلیسی، بی‌طرفی فلاندری‌ها را ترتیب داد. تا دسامبر، فلاندری‌ها آماده پیوستن رسمی به ائتلاف ضد فرانسوی بودند. مقامات شهری گنت، ایپر و بروژ ادوارد را پادشاه فرانسه اعلام کردند. هدف ادوارد تقویت اتحاد خود با کشورهای سفلی بود. حامیان او می‌توانند ادعا کنند که به پادشاه «واقعی» فرانسه وفادار هستند و علیه فیلیپ شورش نمی‌کنند. در فوریه ۱۳۴۰، ادوارد به انگلستان بازگشت تا تلاش کند وجوه بیشتری را جمع‌آوری کند و همچنین با مشکلات سیاسی مقابله کند.
مدتی بود که دفاع انگلیسی‌ها در گاسکونی به شدت تحت فشار قرار گرفته بود، اما زمانی که دو تن از اشراف که از پادشاه فرانسه حمایت می‌کردند، به جای جنگ با انگلیسی‌ها، به دنبال دشمنی خانوادگی با یکدیگر بودند، آرامش حاصل شد. دو نجیب‌زاده درگیر عبارت بودند از کنت آرمانیاک و کنت فوکس. همچنین کمک‌های بیشتری توسط خانواده آلبرت ارائه شد. به همراه برنارد آیز، لرد آلبرت که در سال ۱۳۳۹ برای حمایت از ادوارد اعلامیه داد. آلبرت‌ها یکی از مهم‌ترین ارباب‌نشین‌ها در گاسکونی انگلیسی را بر عهده داشتند و پادشاهان انگلیس و فرانسه خواستار حمایت آنان از خود بودند. آلبرت بودجه مبارزات انتخاباتی ادوارد در گاسکونی را تأمین کرد و همچنین با روابط خانوادگی خود توانست نیروی انسانی بیشتری را برای ارتش ادوارد پیدا کند.
در سال ۱۳۴۰، فرانسوی‌ها یک ناوگان تهاجمی شامل کشتی‌های فرانسوی، کاستیلی و جنوا را تشکیل دادند. حدود ۴۰۰ کشتی در Zwyn فشرده شدند.
انگلیسی‌ها کشتی‌های جنگی هدفمند نداشتند، بنابراین مجبور بودند به کشتی‌های تجاری با بدنه گرد و با کشش عمیق، معروف به دنده که برای انجام وظایف دریایی تبدیل شده بودند بسنده کنند. ادوارد یک ناوگان ترکیبی را در اورول در کنت جمع‌آوری کرد و مقر خود را در «دنده توماس» ایجاد کرد. اگرچه او می‌دانست که ناوگان فرانسوی نیرویی بسیار برتر از ناوگان اوست، اما با ناوگان خود در ۲۲ ژوئن برای مقابله با ناوگان فرانسوی یک روز بعد حرکت کرد. ناوگان فرانسوی یک آرایش دفاعی در نزدیکی بندر Sluys به کار گرفت و احتمالاً سعی داشت از فرود ارتش ادوارد جلوگیری کند. ظاهراً ناوگان انگلیسی فرانسوی‌ها را فریب داد تا فکر کنند در حال عقب‌نشینی هستند. با این حال، هنگامی که باد در اواخر بعد از ظهر چرخید، انگلیسی‌ها با باد و خورشید در پشت سر حمله کردند. ادوارد کشتی‌های خود را در واحدهای سه نفره، دو کشتی مملو از کمانداران و یکی پر از افراد مسلح به ناوگان فرانسوی فرستاد. از آنجایی که کشتی‌های ناوگان فرانسوی بسیار نزدیک به هم بودند، قدرت مانور آنها را محدود می‌کرد. کشتی‌های انگلیسی با کمانداران در کنار یک کشتی فرانسوی می‌آمدند و تیرها را بر روی عرشه‌های آن می‌باریدند. ناوگان فرانسوی تقریباً به‌طور کامل در آنچه به نام نبرد اسلویز شناخته شد، نابود شد. انگلستان تا پایان جنگ بر کانال انگلیسی تسلط داشت و از تهاجمات فرانسوی‌ها جلوگیری کرد.
در بهار ۱۳۴۰، فیلیپ ششم قصد داشت با حمله به متحدان ادوارد سوم، ائتلاف ضد فرانسوی را در هم بکوبد. نیروهای فرانسوی در ماه مه به هاینو حمله کردند. اما هنگامی که اخباری در مورد فاجعه در Sluys به او رسید، او توجه خود را برای مقابله با تهدید جدید معطوف کرد. ادوارد سوم ارتش خود را به دو نیم کرد. اولین گروه به رهبری روبر آرتوآ به استان آرتوا حمله کرد. اما در ۲۶ ژوئن یک نبرد با پادگان سنت اومر بیشتر این ارتش نابود شد و رابرت مجبور به عقب‌نشینی شد. در همان روز ادوارد سوم در مقابل دیوارهای تورنه ظاهر شد. (اگرچه این روزها در بلژیک است، اما در آن دوران یکی از بزرگترین شهرهای فرانسه بود) محاصره طولانی شد و در سپتامبر، فیلیپ ششم با ارتش فرانسوی اصلی وارد شد. فیلیپ ششم بار دیگر از ملاقات با انگلیسی‌ها در نبرد خودداری کرد. تمام شدن پول هر دو طرف منجر به آتش‌بس موقت شد (آتش‌بس اسپلچین، ۲۵ سپتامبر ۱۳۴۰).
آتش‌بس اسپلچین پایان مرحله اول جنگ صد ساله را نشان داد و منجر به توقف خصومت‌ها در تمام جبهه‌ها به مدت ۹ ماه شد. هزینه هم از نظر سیاسی و هم از نظر مالی بسیار زیاد بود. دیگر نمی‌توان به اتحادهای بزرگ دست یافت و دیگر نمی‌توان به برخی از متحدان اعتماد کرد. شاهزادگان آلمانی همگی از اتحاد ضد فرانسوی عقب‌نشینی کردند، فقط شهرداران فلاندر باقی ماندند. در انگلستان؛ افکار مخالف ادوارد بود، دستاوردهای او در این قاره هزینه زیادی داشت و بیشتر اسکاتلند از دست رفته بود. ادوارد که اساساً ورشکست شده بود، مجبور شد زیان خود را کاهش دهد. کسانی که حمایتشان را نمی‌توانست از دست بدهد بازپرداخت شد، و دیگران جبران نشدند. جووانی ویلانی وقایع نگار معاصر فلورانسی بیان کرد که بانک‌های بردی و پروزی شکست خوردند زیرا ادوارد سوم در پرداخت وام‌ها نکول کرد. ویلانی منبع مستقلی نبود، برادرش عضو شرکت پروزی بود. ویلانی گفت که ادوارد به باردی ۹۰۰هزار فلور طلا (۱۳۵هزار پوند) و ششصد هزار به Peruzzi بدهکار است. اما سوابق پروزی‌ها نشان می‌دهد که آنها هرگز سرمایه زیادی برای قرض دادن به ادوارد سوم نداشتند. بدهی و بازپرداخت برخی با پول نقد و برخی دیگر با کمک‌های سلطنتی پشم که صادرات اصلی اقتصاد انگلیس در آن زمان بود.
علاوه بر این، در همان زمان فلورانس دوران اختلافات داخلی را پشت سر می‌گذاشت و سومین شرکت مالی بزرگ، Acciaiuoli نیز ورشکست شد و آنها هیچ پولی به ادوارد وام ندادند. چه وام‌هایی که ادوارد سوم نپرداخت به احتمال زیاد فقط به مشکلات مالی در فلورانس کمک کرده‌است، نه باعث آنها شده‌است.

## بریتانی (۱۳۴۱–۱۳۴۵)

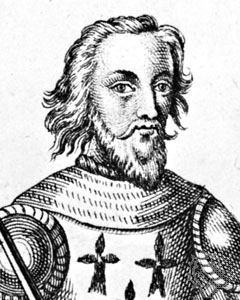
شارل بلوآ

در ۳۰ آوریل ۱۳۴۰, ژان سوم، دوک بریتانی بدون وارثی درگذشت و جنگ جانشینی برتون را تسریع کرد. اگرچه ژان سوم بدون فرزند درگذشت، اما دو نامزد باقی گذاشت. برادر ناتنی کوچکتر او جان، کنت مونتفورت و خواهرزاده‌اش ژان پنتیور، دختر برادرش گای. ژان پنتیور بیشتر از جان مونتفور با ژان سوم مرتبط بود، با این حال، قوانین جدید در مورد وراثت زنان، که ادوارد سوم را از تاج و تخت فرانسه محروم کرده بود، به نظر می‌رسید که به این معنا باشد که زنان نمی‌توانند به عنوان‌های قدرتمند برسند. همسر ژان پنتیور، برادرزاده پادشاه، شارل بلوآ بود. بر اساس قوانین فئودالی، این مسئولیت پادشاه فرانسه بود که تصمیم بگیرد چه کسی به ارث برسد. جان مونتفورت که نمی‌خواست به بی‌طرفی پادشاه تکیه کند، این عنوان را به عهده گرفت، نانت، پایتخت بریتانی را تصرف کرد و خدمت شوالیه بریتانی را فراخواند تا او را به عنوان دوک مونتفورت بشناسد. بزرگان و اسقف‌های فرانسوی زبان از شناخت ژان مونتفور خودداری کردند، اگرچه روحانیون کوچک، شوالیه‌ها و دهقانان بریتانی این کار را کردند، اما نتیجه یک جنگ داخلی بود.
پس از تصرف نانت، جان مونتفورت به تصرف خزانه دوک در لیموژ رفت و در اواسط ماه اوت، بیشتر دوک‌نشین، از جمله سه شهر اصلی، نانت، رن و وان را در اختیار داشت. فیلیپ فرانسوی از چارلز بلوآ به عنوان نامزد رسمی حمایت کرد. ژان مونتفورت از ترس اینکه ارتش فرانسه او را خلع کند، به انگلستان گریخت تا از ادوارد سوم درخواست حمایت کند.
با وجود اینکه آتش‌بس اسپلچین هنوز برقرار است، ادوارد سوم موافقت کرد که کمک کند. ژان مونتفورت به بریتانی بازگشت و منتظر تأیید این کمک از سوی پارلمان انگلیس بود. در همین حال، فیلیپ ششم ارتش بزرگی را برای حمایت از شارل بلوآ به بریتانی فرستاد و تا نوامبر آنها جان مونتفورت را در نانت به دام انداختند. با احتمال محاصره طولانی، شهروندان نانت تصمیم گرفتند جان مونتفورت را به ارتش فرانسه تسلیم کنند. سپس در پاریس زندانی شد.
اکنون بر عهده همسر ژان، جوانا از فلاندر قرار گرفت تا آرمان مونفورتیست را رهبری کند. او مقر فرماندهی را در Hennebont در جنوب بریتانی ایجاد کرد و در طول زمستان ۱۳۴۱–۱۳۴۲ از آن در برابر ارتش شارل دو بلوا دفاع کرد. نیروهای او توانستند جاده بین بندر برست و هنبونت غرب بریتانی را باز نگه دارند، که به یک نیروی کوچک انگلیسی اجازه داد در برست فرود آیند و با نیروهایش ترکیب شوند تا ارتش فرانسه را دور کنند و قلمرویش را پس بگیرند.
در اوت ۱۳۴۲، یک نیروی انگلیسی دیگر به فرماندهی ارل نورث‌همپتون رسید و در بندر برست فرود آمد. این نیرو در سراسر بریتانی پیشروی کرد و ونس را تصرف کرد. نیروهای انگلیسی با گروه‌هایی به فرماندهی ریچارد دو آرتوآ در ۳۰ سپتامبر ۱۳۴۲ یک ارتش فرانسوی به فرماندهی شارل بلوآ را در نزدیکی  مورلا شکست دادند.رابرت د آرتوآ به انگلستان رفت و در آنجا بر اثر جراحات وارده به وان درگذشت. بدتر از آن برای ادوارد سوم، ونس توسط یک نیروی فرانسوی به فرماندهی اولیویه کلیسون بازپس گرفته شد.
در اواخر اکتبر ۱۳۴۲، ادوارد سوم با ارتش اصلی خود به برست رسید و ونس را بازپس گرفت. سپس به سمت شرق حرکت کرد تا رن را محاصره کند. یک ارتش فرانسوی برای درگیری با او به راه افتاد، اما در آن زمان از یک نبرد بزرگ جلوگیری شد.

## آتش‌بس مالسترویت (۱۳۴۳–۱۳۴۵)
دلیل رسمی چنین آتش‌بس طولانی، فرصت دادن به کنفرانس صلح و مذاکره برای صلح پایدار بود، اما هر دو کشور از فرسودگی جنگ نیز رنج می‌بردند. در انگلستان بار مالیاتی سنگین بود و علاوه بر آن تجارت پشم به شدت دستکاری شده بود. ادوارد سوم سال‌های بعدی را به آرامی برای پرداخت بدهی عظیم خود سپری کرد.
در فرانسه، فیلیپ ششم مشکلات مالی خود را داشت. فرانسه هیچ نهاد مرکزی با اختیار اعطای مالیات برای کل کشور نداشت. در عوض، ولیعهد مجبور شد با مجامع استانی مختلف مذاکره کند. طبق آداب و رسوم فئودالی باستانی، اکثر آنها در حالی که آتش‌بس وجود داشت از پرداخت مالیات خودداری می‌کردند. در عوض فیلیپ ششم مجبور شد به دستکاری ضرب سکه متوسل شود و دو مالیات بسیار نامطلوب را معرفی کرد، ابتدا «fouage» یا مالیات بر شومینه، و سپس «gabelle»، مالیاتی بر نمک.salt.
در سال ۱۳۴۳، الیور اینگام، سنشال گاسکونی به انگلستان فراخوانده شد و نیکولاس د لا بچه جایگزین شد. بچه آتش‌بس Malestroit را در دوک‌نشین تا جایی که می‌توانست حفظ کرد. بین فوریه ۱۳۴۳ تا ژوئن ۱۳۴۵ هیچ لشکرکشی بزرگی صورت نگرفت، اما او نتوانست آرامش مدنی را بازگرداند و با اسکورتی متشکل از چهل نفر دست به کار شد، سلف او فقط نیمی از این تعداد را داشت.
هنگامی که یک معاهده یا آتش‌بس برقرار می‌شد، بسیاری از سربازان را بیکار می‌کرد، بنابراین به جای بازگشت به زندگی فقیرانه، در شرکت‌های رایگان یا «روتیرز» متحد می‌شدند. شرکت‌های مسیریاب متشکل از مردانی بودند که عمدتاً از گاسکونی و همچنین از بریتانی و سایر بخش‌های فرانسه، اسپانیا، آلمان و انگلیس آمده بودند. آنها از آموزش نظامی خود استفاده می‌کردند تا از غارت، کشتار یا شکنجه در حومه شهر زندگی کنند، زیرا برای تهیه آذوقه می‌رفتند. با اجرای آتش‌بس Malestroit، گروه‌های مسیریاب به یک مشکل فزاینده تبدیل شدند. آنها به خوبی سازماندهی شده بودند و گاهی اوقات به عنوان مزدور برای یک یا هر دو طرف عمل می‌کردند. یک تاکتیک می‌تواند تصرف یک شهر یا قلعه با اهمیت استراتژیک محلی باشد. از این پایگاه، مناطق اطراف را غارت می‌کردند تا چیزی با ارزش باقی نماند، و سپس به مکان‌های تازه می‌رفتند. اغلب آنها شهرها را برای باج دادن نگه می‌داشتند که برای رفتن به آنها پول می‌داد. مشکل راه انداز حل نشد تا زمانی که سیستم مالیات در قرن پانزدهم به ارتشی منظم اجازه داد که از بهترین مسیریاب‌ها استفاده کند.

## پیروزی‌های انگلیس (۱۳۴۵–۱۳۵۱)

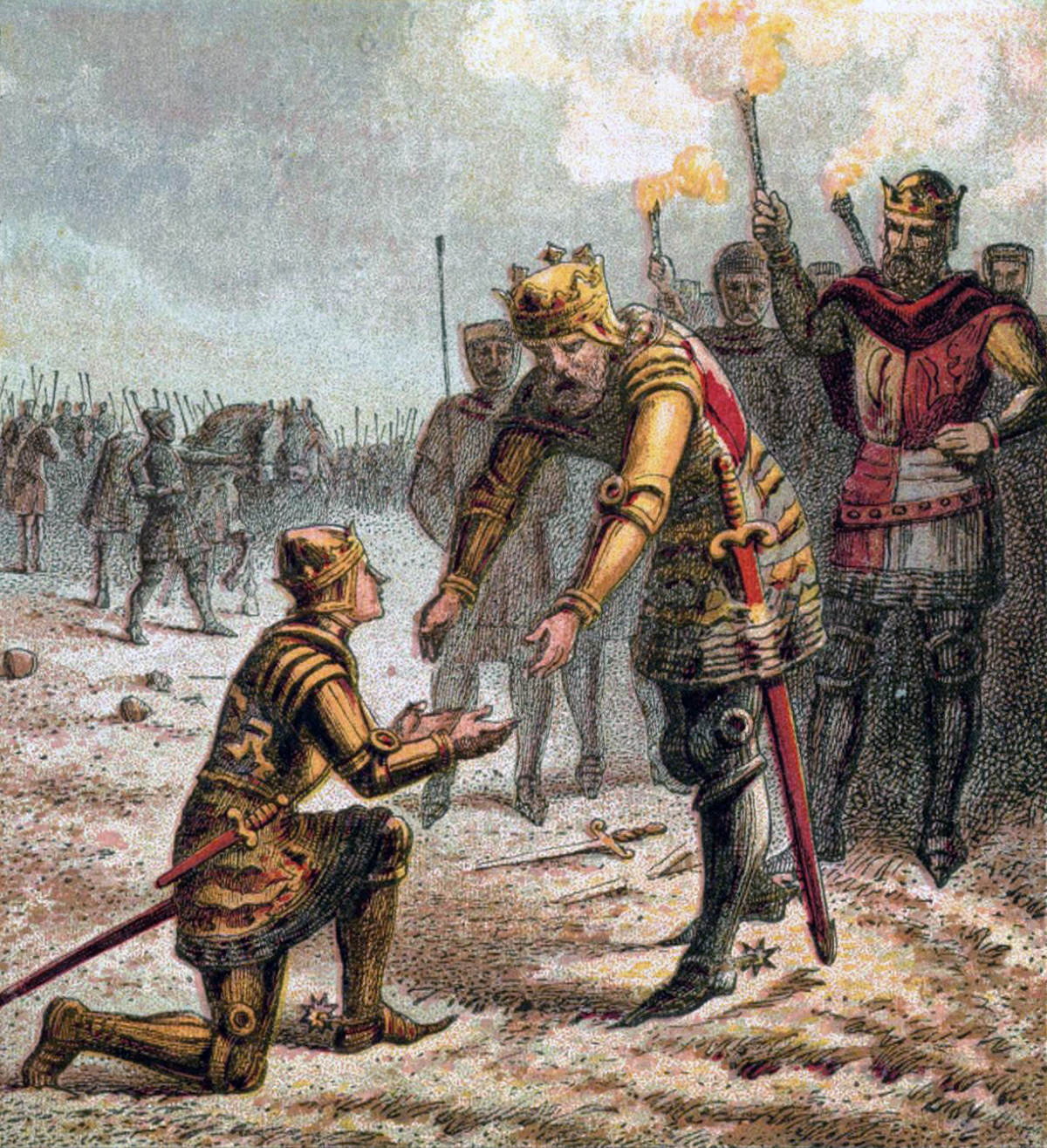
تصویری از ادوارد سوم و پسرش ادوارد، شاهزاده سیاه، در پی نبرد کرسی

در ۵ ژوئیه ۱۳۴۶، ادوارد با حدود ۷۵۰ کشتی و ۷هزار تا ده‌هزار مرد از پورتسموث به راه افتاد. , شروع یک تهاجم بزرگ در سراسر کانال. با او پسر تقریباً ۱۶ ساله‌اش، ادوارد، شاهزاده سیاه (ادوارد ووداستاک)، شاهزاده ولز بود. در ۱۲ ژوئیه، ادوارد در لاهه در شبه‌جزیره کوتنتین نرماندی فرود آمد. ژان فروآسار در «تواریخ» خود نوشت که:
هنگامی که پادشاه انگلستان به Hogue Saint-Vaast رسید، پادشاه از کشتی خود بیرون آمد و اولین پایی را که روی زمین گذاشت، چنان بی‌رحمانه افتاد که بینی‌اش خونریزی کرد. شوالیه‌هایی که در اطراف او بودند، او را بلند کردند و گفتند: آقا، به خاطر خدا دوباره وارد کشتی خود شوید و امروز به خشکی نروید، زیرا این برای ما نشانه‌ای بد است. سپس پادشاه به سرعت پاسخ داد و گفت: «به چه دلیل؟ [چرا؟] این نشانه خوبی برای من است، زیرا زمین می‌خواهد مرا داشته باشد.» از آن پاسخی که همه افرادش خوشحال شدند، پس در آن روز و شب، پادشاه بر روی شن‌ها اقامت کرد و در آن زمان کشتی‌های اسب‌ها و سایر بارهای خود را تخلیه کرد. از میزبان او، یکی لرد جوفروی دو هارکور و دیگری ارل وارویک، و  ارل از آروندل بودند. دستور داد که ارل هانتینگدون ناوگان کشتی‌ها را با صد مرد اسلحه و چهارصد تیرانداز حفظ کند: و همچنین او سه گروه جنگی تعیین کرد، یکی برای رفتن به سمت راست او، نزدیک به کنار دریا، و دیگری در دست چپ، و خود پادشاه در میان، و هر شب. برای اسکان دادن همه در یک مزرعه
.

ارتش از طریق نورماندی پیشروی کرد. فیلیپ ارتش بزرگی را برای مقابله با او جمع کرد و ادوارد ترجیح داد به جای تلاش برای تصرف و حفظ قلمرو، به سمت شمال به سمت کشورهای سفلی حرکت کند و در حالی که پیشروی می‌کرد، غارت کند. در طول این مدت، او دو اقدام موفق را انجام داد، طوفان کان و نبرد بلانشتاک. در نهایت که ادوارد نتوانست بر فیلیپ مانور دهد، نیروهای خود را برای نبرد قرار داد و ارتش فیلیپ در نبرد معروف کرسی به او حمله کرد. ارتش بسیار بزرگتر فرانسه یک سری حملات مقطعی را علیه انگلیسی‌ها و ولزی‌ها که کمانداران متخصص ارتش انگلیس بودند، انجام داد و همه حملات با تلفات سنگین پراکنده شدند تا اینکه فرانسوی‌ها مجبور به عقب‌نشینی شدند. کرسی شکستی سخت برای فرانسوی‌ها بود.
ادوارد بدون مخالفت به سمت شمال حرکت کرد و شهر ساحلی کاله در کانال مانش را محاصره و آن را در سال ۱۳۴۷ تصرف کرد. پیروزی انگلیس در مقابل اسکاتلند در نبرد نویل صلیب منجر به دستگیری دیوید دوم، پادشاه اسکاتلند شد و خطر اسکاتلند را بسیار کاهش داد.
در سال ۱۳۴۸، مرگ سیاه سراسر اروپا را فرا گرفت و هم در انگلیس و هم در فرانسه عواقب بزرگی به همراه داشت. این امر انگلیس را از تأمین مالی و انجام هرگونه حمله بزرگ بازداشت. در فرانسه، فیلیپ ششم در سال ۱۳۵۰ درگذشت و پسرش ژان دوم (ژان خوب) جایگزین او شد.

در آن زمان احساس تلخی بین انگلیسی‌ها و اسپانیایی‌ها به دلیل اعمال خشونت‌آمیز و غارت‌های مختلفی که اسپانیایی‌ها علیه کشتی‌های انگلیسی در دریا مرتکب شده بودند، وجود داشت. در سال ۱۳۵۰، زمانی که اسپانیایی‌ها برای مقاصد تجاری در فلاندر بودند، به آنها گفته شد که انگلیسی‌ها قصد دارند آنها را در سفر خود به خانه بازگردانند. آنها کشتی‌های خود را که در اسلویز قرار داشتند، به انواع سلاح‌ها و توپخانه‌های قدرتمند مجهز کردند و با مزدوران، کمانداران و تیراندازان متقابل که مایل بودند در ازای دریافتی به آنها خدمت کنند، تجهیز شدند. وقتی ادوارد از این آمادگی‌های جنگی شنید، با عصبانیت گفت: 
ما تجربه طولانی از روش‌های اسپانیایی داشته‌ایم. آنها به ما ظلم‌های زیادی کرده‌اند و به دور از جبران، به مسلح کردن خود علیه ما ادامه می‌دهند. آنها باید در راه بازگشت رهگیری شوند.
 ناوگان اسپانیایی مسیری را در امتداد سواحل جنوبی انگلستان دنبال کرد، به این امید که در یک شهر به‌طور غافلگیرانه پیاده شوند. آنها توسط ناوگان ادوارد در نزدیکی وینچلسی در بعدازظهر ۲۹ اوت ۱۳۵۰ متوقف شدند. نبرد تا غروب طول کشید و در مقیاس کوچک تکرار Sluys بود، با کمانداران که دریانوردان اسپانیایی را قبل از نزدیک شدن به همدیگر سلاخی کردند. تقریباً نیمی از کشتی‌های اسپانیایی دستگیر شدند و بقیه زیر پوشش تاریکی فرار کردند.

## فروپاشی دولت فرانسه (۱۳۵۱–۱۳۶۰)

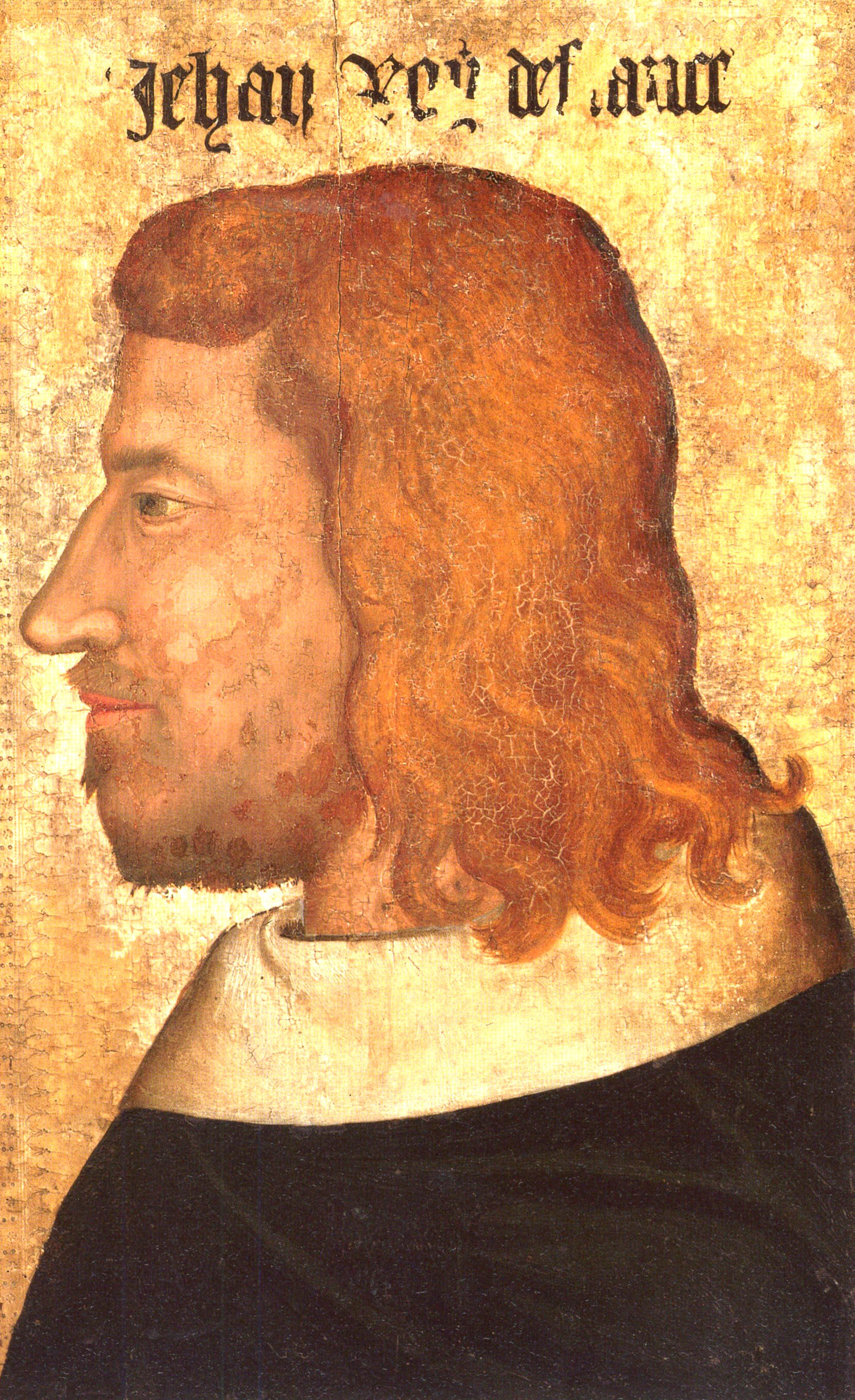
ژان دوم، پادشاه فرانسه. معروف به ژان خوب

درگیری‌های پراکنده در بریتانی ادامه یافت، از جمله حوادث قابل توجه نبرد شوالیه‌ها مانند نبرد سی در سال ۱۳۵۱. این نبرد در واقع یک تورنمنت صحنه‌سازی شده بود. ک از سال ۱۳۴۷ آتش‌بس برقرار بود، بنابراین قرار نبود درگیری صورت بگیرد. دو تن از رهبران مخالف، بریتانی، روبر دوبومانوار که پادگان را در ژوسلین نگه می‌داشت و ریچموند بامبرو انگلیسی که پادگان را در پلورمل نگه می‌داشت، موافقت کردند که یک مبارزه خصوصی با ۳۰ شوالیه از هر طرف که با آنها می‌جنگیدند، برگزار کنند. سلاح‌های تیز شده در میان شوالیه‌های بامبرو دو مرد معروف به نام‌های رابرت نولز و هیو کالولی وجود داشتند، اما او نتوانست سی انگلیسی را پیدا کند، بنابراین مجبور شد اعداد را با مردان مسلح آلمانی بسازد. نبرد تمام روز ادامه داشت و با پیروزی فرانسه به پایان رسید. طبق سنت شوالیه‌ها، فرانسوی‌ها باج بسیاری از انگلیسی‌های شکست خورده را گرفتند.
مرگ سیاه در سال ۱۳۴۸ به انگلستان رسیده بود. تأثیرات گسترده طاعون عملاً جنگ را متوقف کرده بود. با این حال، در اواسط دهه ۱۳۵۰، این بیماری به حدی کاهش یافت که به کشور اجازه داد تا بازسازی مالی خود را آغاز کند؛ بنابراین در سال ۱۳۵۵، پسر ادوارد، ادوارد، شاهزاده سیاه جنگ را از سر گرفت و از گاسکونی تحت کنترل انگلیسی‌ها به فرانسه حمله کرد و تا اوت همان سال یک لشکرکشی وحشیانه از حملات موسوم به «chevauchée» را آغاز کرد. این کارزار برای ایجاد وحشت و تضعیف روحیه مردم، بی‌اعتبار کردن رهبران آنها و تخلیه منابع مالی پادشاه فرانسه طراحی شده بود. هر چیزی که قابل حمل بود غارت شد و هر چیزی که قابل برداشت نبود شکسته یا سوزانده شد. یکی از ناظران در آن زمان دربارهٔ شاهزاده سیاه گفت که «هنگامی که او به تولوز می‌رفت هیچ شهری وجود نداشت که او خراب نکرده باشد». .
در اوت ۱۳۵۶، شاهزاده سیاه توسط ارتش بزرگتری تحت رهبری ژان دوم تهدید شد. انگلیسی‌ها سعی کردند عقب‌نشینی کنند اما راه آنها در پواتیه مسدود شد. شاهزاده سیاه سعی کرد با فرانسوی‌ها مذاکره کند، اما ارتش ژان در ۱۹ سپتامبر ۱۳۵۷ به انگلیسی‌ها حمله کرد. کمانداران انگلیسی توانستند سه حمله اول سواره‌نظام فرانسوی را خنثی کنند. در زمانی که تیرهای تیراندازان انگلیسی تمام شد و بسیاری مجروح یا خسته شده بودند، پادشاه فرانسه نیروهای ذخیره خود را به کار گرفت، نیروهای زبده‌ای از مردان. به نظر می‌رسید که فرانسوی‌ها آن روز را پیروز می‌شوند، با این حال، نجیب‌زاده گاسکونی Captal de Buch توانست با رهبری یک جنبش جانبی، با گروه کوچکی از مردان، فرانسوی‌ها را ناکام گذاشته و موفق شد ژان دوم و بسیاری از بزرگان همراهش را دستگیر کند. ژان با ادوارد سوم آتش‌بس امضا کرد و در غیاب او بسیاری از ارکان دولت شروع به فروپاشی کرد. باج ژان دو میلیون تعیین شد، اما ژان معتقد بود که ارزش او بیش از این است و اصرار داشت که باج او به چهار میلیون اکو افزایش یابد.
اولین معاهده لندن در سال ۱۳۵۸ امضا شد و اساساً قراردادی بود که باج ژان را ۴ میلیون اکو تعیین می‌کرد. اولین قسط قرار بود تا اول نوامبر ۱۳۵۸ پرداخت شود، اما فرانسوی‌ها از این قرارداد سر باز زدند. معاهده دوم لندن در ۱۲ مارس ۱۳۵۹ امضا شد و این بار این معاهده اجازه می‌داد که به جای ژان، گروگان‌ها را نگه دارند. گروگان‌ها شامل دو پسرش، چند شاهزاده و اشراف، چهار تن از ساکنان پاریس و دو شهروند از هر یک از نوزده شهر اصلی فرانسه بودند.در حالی که این گروگان‌ها نگهداری می‌شدند، ژان به فرانسه بازگشت تا تلاش کند تا برای پرداخت باج کمک مالی جمع‌آوری کند. همچنین، تحت شرایط این معاهده، انگلستان مالکیت نورماندی، بریتانی، آنژو، مین و تمام خط ساحلی از فلاندر تا اسپانیا را به دست آورد، بنابراین امپراتوری آنژوین سابق را احیا کرد. گروگان‌ها در «اسارت شرافتمندانه» نگهداری می‌شدند که تحت «رمز جوانمردی» به این معنی بود که به آنها آزادی عمل داده می‌شد تا جابجا شوند. در سال ۱۳۶۲، پسر ژان، لوئی آنژو، گروگانی در کاله تحت کنترل انگلیس، از آزادی مشروط خود فرار کرد و از بازگشت خودداری کرد. هنگامی که ژان متوجه شد، شرمنده از اقدامات پسرش، احساس وظیفه کرد که به اسارت بازگردد. او پاریس را ترک کرد و خود را به کاپیتان کاله سپرد که او را به اسارت شرافتمندانه‌اش در انگلستان بازگرداند. او بقیه دوران سلطنت خود را در آنجا گذراند و در ۸ آوریل ۱۳۶۴ در لندن درگذشت. تشییع جنازه ژان در انگلستان یک مراسم بزرگ جوانمردی بود و او به عنوان مردی بزرگ توسط پلانتاژنت‌ها مورد تجلیل قرار گرفت.

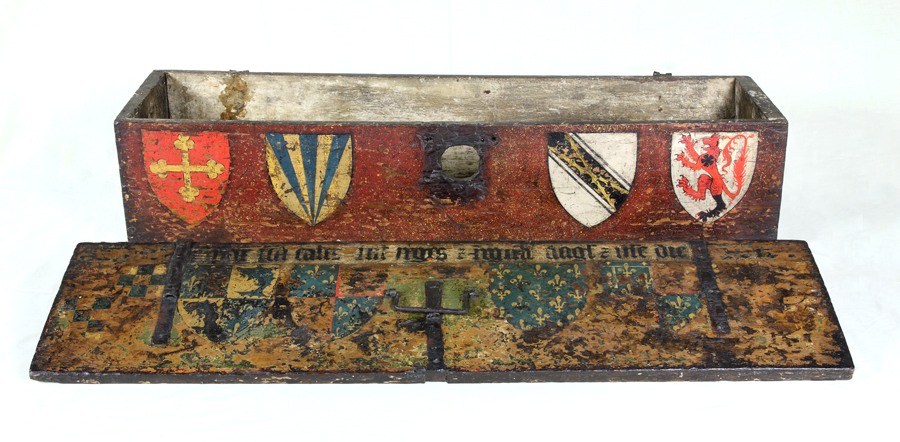
صندوقچه‌ای که حاوی معاهده تصویب شده بریتانی، معروف به پیمان کاله بود.

در سال ۱۳۵۸ شورش دهقانان در فرانسه به نام ژاکری روی داد. علت آن محرومیت‌هایی بود که مردم کشور در طول جنگ متحمل شدند و رفتار شرکت‌های آزاد و اشراف فرانسوی، به ویژه، پس از نبرد پواتیه بود. به رهبری گیوم کاله (Carle یا Cale)، آنها با نیروهای خود به نیروهای روستاهای دیگر پیوستند و از منطقه Beauvais، در شمال پاریس شروع کردند، اقدامات وحشیانه علیه اشراف انجام دادند و بسیاری از قلعه‌ها را ویران کردند. اما در منطقه. همه گروه‌های شورشی در اواخر همان تابستان در نبرد ملو شکست خوردند و تلافی‌جویی‌ها به دنبال داشت.
ادوارد با بهره‌گیری از نارضایتی در فرانسه، ارتش خود را در اواخر تابستان ۱۳۵۹ در کاله جمع‌آوری کرد. اولین هدف او تصرف شهر رنس بود. با این حال، شهروندان رنس قبل از رسیدن ادوارد و ارتشش، دفاع شهر را ساخته و تقویت کردند. ادوارد رنس را به مدت پنج هفته محاصره کرد، اما استحکامات جدید ادامه یافت. او محاصره را برداشت و ارتش خود را در بهار ۱۳۶۰ به پاریس منتقل کرد. حومه پاریس غارت شد اما شهر مقاومت کرد. ارتش او از آزار و اذیت شرکت‌های فرانسوی و همچنین بیماری ضعیف شده بود، بنابراین پس از چند درگیری، ادوارد ارتش خود را به شهر شارتر منتقل کرد. در شارتر، فاجعه دوشنبه سیاه رخ داد. زمانی که یک طوفان تگرگ عجیب ارتش ادوارد را ویران کرد و حدود هزار سرباز انگلیسی و شش‌هزار اسب را کشت. به دنبال این پدیده، پادشاه یک دوره مذهبی را سپری کرد و در آنجا با خدا عهد کرد که با فرانسه صلح کند. هنگامی که دوفین پیشنهاد مذاکره را داد، او آماده موافقت بود. نمایندگان دو پادشاهی در دوک‌نشین بریتانی با همدیگر ملاقات کرده و در عرض یک هفته با پیش نویس معاهده موافقت کردند. پیمان برتینی بعدها توسط دو پادشاه ژان دوم و ادوارد به عنوان معاهده کاله در ۲۴ اکتبر ۱۳۶۰ به تصویب رسید. طبق مفاد این معاهده، ادوارد موافقت کرد تا از تاج و تخت فرانسه چشم پوشی کند. در ازای آن، او حقوق کامل حاکمیتی بر آکیتن و کاله را به دست آورد. .